# Boppard
Boppard – miasto w zachodnich Niemczech, w kraju związkowym Nadrenia-Palatynat, w powiecie Rhein-Hunsrück. Liczy 15 884 mieszkańców (2009).

## Historia

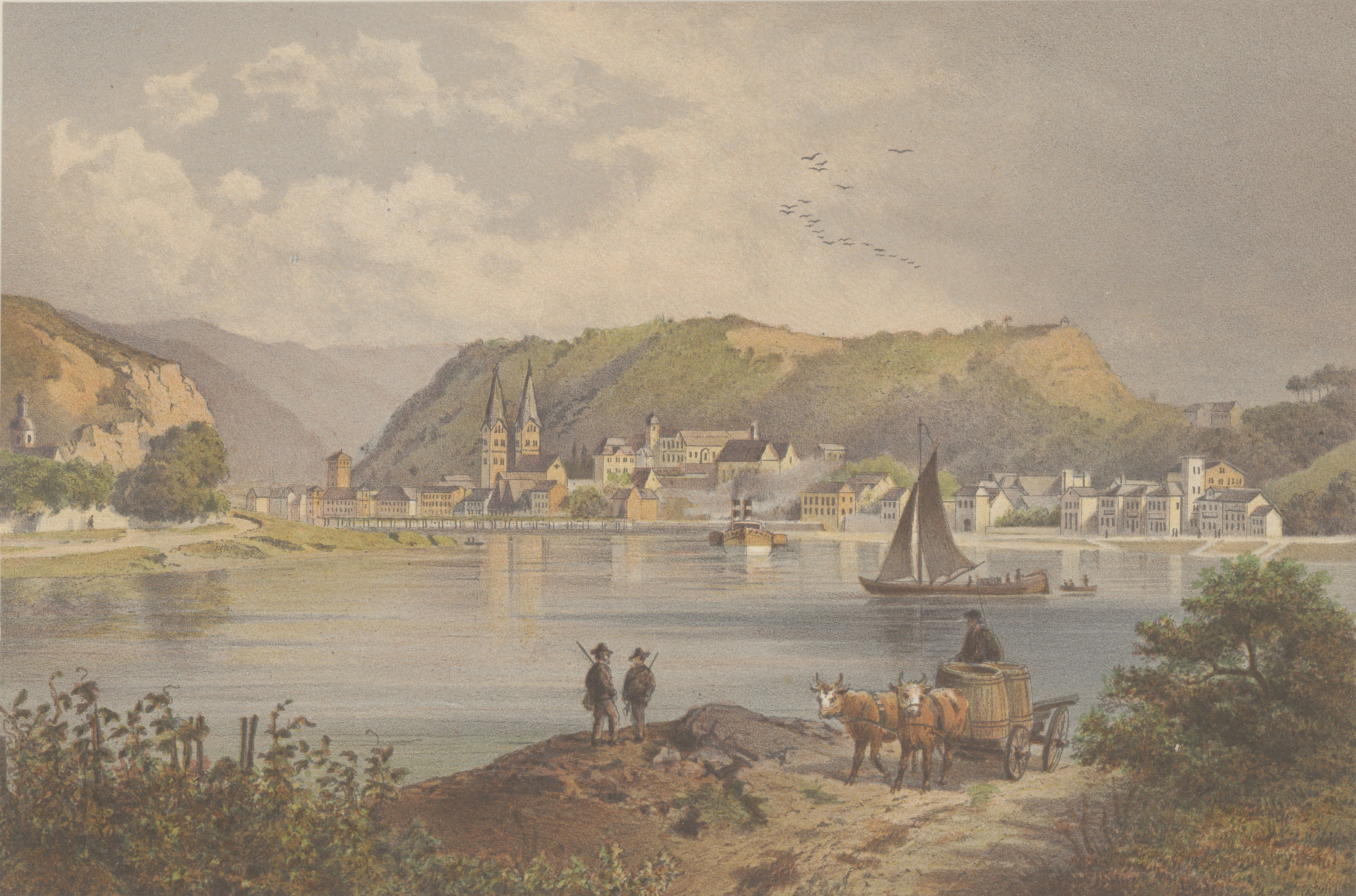
Boppard na akwareli C.P.C. Köhlera (ok. 1880)

Początki osadnictwa sięgają czasów Cesarstwa Rzymskiego, kiedy założono tu kolonię zwaną Baudobriga. Po upadku Cesarstwa osadę przejęli Merowingowie. Na początku XIV wieku miasto dostało się we władanie biskupów Trewiru, którzy rozpoczęli budowę warownego zamku. W czasie wojny trzydziestoletniej (1618-1648) miasto zostało poważnie zniszczone przez wojska szwedzkie.

## Gospodarka
W mieście rozwinął się przemysł maszynowy, kosmetyczny, drzewny oraz winiarski.
W mieście jest stacja kolejowa Boppard.

## Zabytki
- zabudowa rynku - Markplatz;
- XIII-wieczny kościół św. Sewera, zbudowany w miejscu rzymskich term[3].

## Współpraca
- Ōme, Japonia
- Amboise, Francja
- Truro, Wielka Brytania
- Keszthely, Węgry
- Nyabitekeri, Rwanda